# Lyctus tomentosus
Lyctus tomentosus là một loài bọ cánh cứng trong họ Bostrichidae. Loài này được Reitter miêu tả khoa học năm 1879.

## Hình ảnh

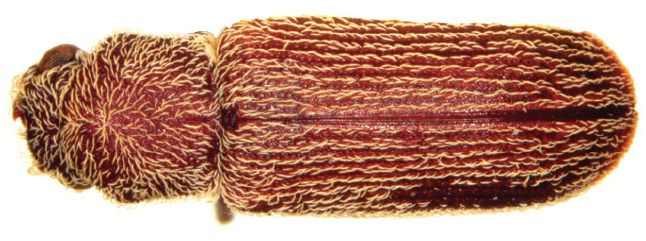
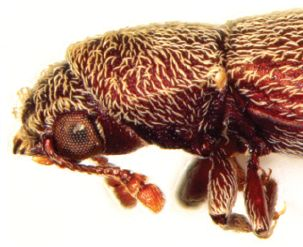